# Zębiełek burundyjski
Zębiełek burundyjski (Crocidura hildegardeae) – gatunek owadożernego ssaka z rodziny ryjówkowatych (Soricidae). Występuje w Tanzanii, Kenii, Ugandzie, Demokratycznej Republice Konga, Kongo, Burundi, Rwandzie, Republice Środkowoafrykańskiej i wschodnim Kamerunie. Prawdopodobnie występuje również w Sudanie Południowym i Etiopii. Zamieszkuje głównie tropikalne, wilgotne obszary leśne, na wysokości 900–1000 m n.p.m. Długość ciała wynosi 55-84 mm, ogona 38-67 mm. Osiąga masę ciała 8-11 g. Samce są większe od samic. Sierść na grzbiecie koloru mleczno-czekoladowego, spód ciała jaśniejszy. Tylne kończyny ciemne na zewnątrz i jaśniejsze od wewnątrz. Ogon długi, stanowi około dwóch trzecich długości ciała. Kariotyp dla populacji z Burundi wynosi 2n = 52, FN = 76. W Czerwonej księdze gatunków zagrożonych Międzynarodowej Unii Ochrony Przyrody i Jej Zasobów został zaliczony do kategorii LC (najmniejszej troski). Wydaje się, że nie ma większych zagrożeń dla całości populacji tego zakrojonego na szeroką skalę gatunku.